# Séptima Avenida (San Cristóbal)
La Avenida Séptima también llamada Séptima Avenida Isaías Medina Angarita o bien 7ma. Avenida "Isaías Medina Angarita" es una de las vías de transporte carretero más importantes de la ciudad de San Cristóbal, la capital del Estado Táchira en los Andes y al oeste del país sudamericano de Venezuela.

## Descripción
Se trata de una de las vías más reconocidas de la ciudad (San Cristóbal) y el estado (Táchira), con numerosos locales comerciales y establecimientos de diversa índole. Aunque formalmente es llamada Isaías Medina Angarita en honor del presidente Venezolano del mismo nombre nativo de San Cristóbal, comúnmente es conocida simplemente como «Séptima Avenida».
Por su amplio anchura y largo es usada a veces como espacio para realizar manifestaciones, marchas o eventos de todo tipo. Conecta con la Avenida Carabobo y está muy cerca de otra importante Avenida, la Francisco García de Hevia.
En el recorrido de la avenida se encuentran la Plaza Bolívar de San Cristóbal, el Auditorio General Rafael de Nogalez Méndez, la Torre Atlantic, el Hotel Dinastía, el Centro Cívico de San Cristóbal entre otros muchos lugares.